# Kou Lei
Kou Lei (chinesisch 寇磊, Pinyin Kòu Lěi; * 20. November 1987 in Peking) ist ein ukrainischer Tischtennisspieler chinesischer Herkunft, der von 2016 bis 2017 in der deutschen Bundesliga spielte.

## Werdegang
Kou Lei kam im Jahr 2005 in die Ukraine und erhielt vor den Olympischen Spielen in Peking 2008 die ukrainische Staatsbürgerschaft, sodass er für die Ukraine antreten konnte. Er schied jedoch bereits in der ersten Runde aus. 2008 nahm er zudem erstmals an einer Weltmeisterschaft teil und erreichte mit der in der zweiten Division startenden Mannschaft Platz 26. 2010 nahm Kou Lei zum ersten Mal an einer Europameisterschaft teil und gewann Bronze im Doppel. Bei der WM startete das Team nun in der ersten Division, erreichte aber nur den 21. Rang und musste daher 2012 wieder in der zweiten Division antreten. Mit Platz 25 konnte die Ukraine allerdings gleich wieder in die erste Division aufsteigen und 2014 Platz 15 erreichen. In diesem Jahr stieß Kou Lei außerdem zum ersten Mal in die Top 100 der Weltrangliste vor. Bei der WM 2015 kam er im Einzel bis ins Achtelfinale, wo er mit 2:4 gegen Patrick Franziska ausschied. Bei den Europaspielen in Baku gewann er im Einzel nach einer Halbfinalniederlage gegen Vladimir Samsonov und einem Sieg über Paul Drinkhall die Bronzemedaille. 2016 erreichte er mit der ukrainischen Mannschaft bei der Weltmeisterschaft wieder Platz 15 und zog bei den Olympischen Spielen im Einzel ins Achtelfinale ein, das er gegen Marcos Freitas verlor. Bei der Europameisterschaft 2016 kam er ins Viertelfinale, bei seiner ersten Europe Top 16-Teilnahme 2017 auf den vierten Platz. Dadurch erreichte er mit Platz 20 in der Weltrangliste eine neue Bestmarke.
Zur Saison 2016/17 wechselte er vom französischen Club Roanne LNTT zum deutschen Bundesligisten TTC Zugbrücke Grenzau, für den er eine Bilanz von 10:10 erreichte. Im Oktober 2017 nahm er zum ersten Mal am World Cup teil und erreichte die Hauptrunde, in der er gegen Dimitrij Ovtcharov ausschied. Auch verletzungsbedingt startete er mit einer 1:5-Bilanz in die Bundesliga-Saison 2017/18, konnte sich in der Folge auf 6:8 steigern, wurde dann aber entlassen, als er sich für den 10. Spieltag krankmeldete, gleichzeitig aber bei einem Turnier im Oman spielte. Auch 2018 und 2019 nahm er am Europe Top 16 teil, schied aber jeweils in der ersten Runde aus. Erfolgreich war er erneut bei den Europaspielen, bei denen er 2019, an Position 33 gesetzt, den 4. Platz erreichte.

## Turnierergebnisse
| Verband | Veranstaltung         | Jahr | Ort            | Land | Einzel        | Doppel        | Mixed      | Team          |
| ------- | --------------------- | ---- | -------------- | ---- | ------------- | ------------- | ---------- | ------------- |
| UKR     | Europameisterschaft   | 2018 | Alicante       | ESP  | letzte 16     | letzte 32     |            |               |
| UKR     | Europameisterschaft   | 2017 | Luxemburg      | LUX  |               |               |            | 7. Platz      |
| UKR     | Europameisterschaft   | 2016 | Budapest       | HUN  | Viertelfinale | letzte 16     |            |               |
| UKR     | Europameisterschaft   | 2015 | Jekaterinburg  | RUS  | letzte 16     | letzte 32     |            | 16. Platz     |
| UKR     | Europameisterschaft   | 2014 | Lissabon       | POR  |               |               |            | 17.–18. Platz |
| UKR     | Europameisterschaft   | 2013 | Schwechat      | AUT  | letzte 32     |               |            |               |
| UKR     | Europameisterschaft   | 2012 | Herning        | DEN  |               | letzte 32     |            |               |
| UKR     | Europameisterschaft   | 2011 | Gdańsk-Sopot   | POL  |               | Viertelfinale |            |               |
| UKR     | Europameisterschaft   | 2010 | Ostrava        | CZE  |               | Halbfinale    |            |               |
| UKR     | Europaspiele          | 2019 | Minsk          | BLR  | 4. Platz      |               |            |               |
| UKR     | Europaspiele          | 2015 | Baku           | AZE  | Bronze        |               |            | letzte 16     |
| UKR     | Europe Top 16         | 2019 | Montreux       | SUI  | letzte 16     |               |            |               |
| UKR     | Europe Top 16         | 2018 | Montreux       | SUI  | letzte 16     |               |            |               |
| UKR     | Europe Top 16         | 2017 | Antibes        | FRA  | 4. Platz      |               |            |               |
| UKR     | Olympische Spiele     | 2021 | Tokio          | JPN  | letzte 48     |               |            |               |
| UKR     | Olympische Spiele     | 2016 | Rio de Janeiro | BRA  | letzte 16     |               |            |               |
| UKR     | Olympische Spiele     | 2008 | Peking         | CHN  | Qual.         |               |            |               |
| UKR     | ITTF Challenge Series | 2018 | Minsk          | BLR  | letzte 32     | Silber        |            |               |
| UKR     | ITTF Pro Tour         | 2009 | Minsk          | BLR  | letzte 32     | Halbfinale    |            |               |
| UKR     | Weltmeisterschaft     | 2021 | Houston        | USA  | letzte 128    |               |            |               |
| UKR     | Weltmeisterschaft     | 2019 | Budapest       | HUN  | letzte 64     |               |            |               |
| UKR     | Weltmeisterschaft     | 2018 | Halmstad       | SWE  |               |               |            | 27.–28. Platz |
| UKR     | Weltmeisterschaft     | 2017 | Düsseldorf     | GER  | letzte 64     | letzte 64     |            |               |
| UKR     | Weltmeisterschaft     | 2016 | Kuala Lumpur   | MAS  |               |               |            | 15.–16. Platz |
| UKR     | Weltmeisterschaft     | 2015 | Suzhou         | CHN  | letzte 16     | Qual.         | letzte 64  |               |
| UKR     | Weltmeisterschaft     | 2014 | Tokio          | JPN  |               |               |            | 15            |
| UKR     | Weltmeisterschaft     | 2013 | Paris          | FRA  | letzte 128    | letzte 64     | letzte 64  |               |
| UKR     | Weltmeisterschaft     | 2012 | Dortmund       | GER  |               |               |            | 25            |
| UKR     | Weltmeisterschaft     | 2011 | Rotterdam      | NED  | letzte 128    | letzte 32     |            |               |
| UKR     | Weltmeisterschaft     | 2010 | Moskau         | RUS  |               |               |            | 21            |
| UKR     | Weltmeisterschaft     | 2009 | Yokohama       | JPN  | letzte 128    |               | letzte 128 |               |
| UKR     | Weltmeisterschaft     | 2008 | Guangzhou      | CHN  |               |               |            | 26            |
| UKR     | World Cup             | 2017 | Lüttich        | BEL  | letzte 16     |               |            |               |